# Günter Oswald
Günter Oswald (* 1. Juli 1969 in Landshut) ist ein ehemaliger deutscher Eishockeyspieler und heutiger  -trainer sowie -funktionär. Während seiner Karriere lief er unter anderem für die Krefeld Pinguine, den SC Riessersee, die Berlin Capitals, den EV Landshut, den ERC Ingolstadt und die Straubing Tigers in der Deutschen Eishockey Liga auf.

## Karriere
Günter Oswald begann seine Karriere als Eishockeyspieler in seiner Heimatstadt im Nachwuchs des EV Landshut, für dessen Profimannschaft er von 1988 bis 1993 in der Bundesliga aktiv war. Anschließend wechselte er zu deren Ligarivalen Krefeld Pinguine, mit dem er auch die Saison 1994/95 in der neugegründeten Deutschen Eishockey Liga begann. In der Spielzeit 1995/96 spielte er für den Aufsteiger beim SC Riessersee in der DEL. Noch im gleichen Jahr musste der SC Riessersee Konkurs anmelden. Der Angreifer wechselte daraufhin in der Saison 1996/97 zu den Berlin Capitals. Er begann dort die Saison und wechselte während der laufenden Spielzeit zu seinem Heimatverein den Landshut Cannibals. 1997/98 spielte Günter Oswald für den TSV Erding in der 2. Liga (Hacker Pschorr Liga). 1998/99 spielte er wieder in der DEL für die Kassel Huskies unter dem Trainer Hans Zach. Nach dieser Saison kehrte er zurück zu den Erding Jets und schloss sich für 2½ Jahre dem von Erich Kühnhackl installierten Team an. 2000 schaffte das Team zunächst den Aufstieg in die 2. Bundesliga musste aber 2001 sofort in die Oberliga wieder absteigen.
Im Laufe der Saison 2002/03 wurde Oswald von seinem Ex-Club Krefeld Pinguine verpflichtet, mit dem er anschließend Deutscher Meister wurde. Es folgten drei Jahre bei deren Ligarivalen ERC Ingolstadt, sowie eines bei den Straubing Tigers, ehe der Flügelspieler von 2007 bis 2008 noch einmal für Landshut seinem Heimatverein spielte und erst im Finale von den Kassel Huskies gestoppt wurde.
Im Anschluss an seine Spielerkarriere übernahm Oswald am 14. Februar 2009 das Traineramt bei den Landshut Cannibals für den entlassenen Kanadier Mike Bullard, die er bis zum Saisonende betreute. Für die Saison 2009/10 verpflichtete Landshut mit Tobias Abstreiter einen neuen Cheftrainer, woraufhin Oswald den Posten als sportlicher Leiter bei den Cannibals erhielt.
In der Saison 2009/10 wagte er ein Comeback und spielte bis 2011 für die Landshut Cannibals in der 2. Bundesliga. Anschließend ließ er seine Karriere beim EV Moosburg ausklingen.

### International
Für Deutschland nahm Oswald an den Weltmeisterschaften 1991 und 1995 teil.

## Erfolge und Auszeichnungen
- 2000 Aufstieg in die 2. Bundesliga mit dem TSV Erding
- 2003 Deutscher Meister mit den Krefeld Pinguinen
- 2005 Deutscher Pokalsieger mit dem ERC Ingolstadt